# Polycentropus jamaicensis
Polycentropus jamaicensis är en nattsländeart som beskrevs av Oliver S. Flint Jr. 1968. Polycentropus jamaicensis ingår i släktet Polycentropus och familjen fångstnätnattsländor. Inga underarter finns listade i Catalogue of Life.